# امیلی کلارک
امیلی کلارک (انگلیسی: Emily Clark؛ زادهٔ ۲۸ نوامبر ۱۹۹۵) بازیکن هاکی روی یخ اهل کانادا است.